# 地球帝国 (游戏)
《世紀爭霸》是由Stainless Steel Studios开发，并在2001年11月23日发布的即时战略游戏。是世紀爭霸系列的第一款作品。该作与《世紀帝國》相似。遊戲獲得了正面評價。2009年GOG.com发布了包含游戏本体和资料片的黄金版，黄金版支持Windows XP及之后版本Windows操作系统。
该游戏要求玩家采集资源，然后建造设施，创造文明，最后征服敌对文明。游戏包含了50万年歷史和14个文明，从史前时代到纳米时代。

## 游戏内容
世紀爭霸和世紀帝國系列相似，都是以真实历史为题材而开发的即时策略游戏。该作使用立體图像。
同时含有许多在当时显得很有创意的设计。比如：
- “士气”系统，他直接影响单位的状态。
- “英雄”系统(英雄可以在市镇中心和首府中生产)，英雄分两种：战略英雄，他可以在战斗中为附近的单位疗伤；戰術英雄，拥有强大攻击能力，且为附近单位增强士气。
- “堡垒”设计：可以收纳一定数量的单位，而且这些单位不算在游戏人口中，在需要时还可以派出这些单位。
- 祭司(特使)可以将敌方单位转变为己方单位。先知可以制造瘟疫、火山、地震等具有破坏性的事件。
- “奇觀”可以为玩家带来一些额外好处，比如增加建筑物视野，增强游戏单位的生命值等。玩家在游戏获得的积分还可以用来设定自己的文明。

“纪元”是该作中度量历史时代的单位，每个纪元都按照真实历史发展的顺序设定。最后两个纪元：数位时代和纳米时代，是设计者根据想像添加的。还有一个“太空时代”出现在该作的续作“征服的艺术”中。每个新纪元都给玩家带来新的可建造建筑和新单位，但有些纪元只是为了符合历史顺序而设计，没有太多实际用处。这些纪元分别是：史前时代，石器时代，铜器时代，青铜时代，黑暗时代，中古時代，文艺复兴時期，帝國主義時期，工业时代，原子時代-第一次世界大战，原子時代-第二次世界大战，原子时代-现代，数位时代，纳米时代，太空時代（资料片中追加）。
有些游戏单位只允许在特定时期建造，比如弓箭手可建造时间在石器时代到文艺复兴，攻城器械，比如弩机，只能在青铜时代建造。机器人工厂则只能在数位时代之后建造。
与其他一些即时策略游戏相同，地球帝国也提供可以改进游戏单位的“科技”研发设计，提高作物产量的科技在“谷仓”建筑里研究；与健康有关的科技在医院中研究，可以提高单位作战能力，医疗范围，速度等；在大学中研究教育相关，可以减少己方单位被敌方转化的可能性；经济相关在市镇中心或国会大厦中研究，可以提高粮食作物，木材，金矿，铁矿，石材的采集速度。
地球帝国共有21个文明(包含其续作增加的两个文明)。文明可以在游戏开始前设置，也可以在游戏刚开始时由玩家自行组合出特色文明。不同的时期，文明也不同 。以下是地球帝国中的文明：
- 史前时代到黑暗时代：古希腊、亚述帝国、巴比伦、拜占庭帝國、迦太基、以色列王國。
- 中古時代到工业时代：奥地利、英國、法兰克王國、意大利王國、西班牙、奧圖曼帝國。
- 原子时代到现代：法国、德国、大不列顛聯合王國、意大利、俄羅斯、美国。
- 数位时代到纳米時代：中国、新俄罗斯、叛軍。

多人联网对战系统，包括LAN和互联网两种，玩家创建一个用户名，然后以此登录服务器，创建或加入房间，每个房间就是一个独立的游戏单元，由至少两名玩家组成。创建房间的玩家成为“房主”，可以设置游戏类型，游戏地图规模，人口规模等。

## 战役
與其他即時戰略遊戲一樣，EE也有單人戰役模式。與部份遊戲不同，除了俄羅斯戰役和德國戰役「海獅計劃」，還有希臘前四個關卡為假想故事之外，每場戰役有一個真實的歷史故事發生，並讓玩家參與其中。要贏得一個戰役，必需要順序擊敗所有關卡。
世紀爭霸的第一個戰役是學習戰役。這個關於是教導玩家如何進行遊戲。這戰役可在原版本及資料片進行。這戰役其分為兩部份以及不需順序進行。第一部份是腓尼基人的興起。第二部份是關於拜占庭帝國的興起。玩家可以在此關卡逐步了解遊戲的基本玩法。
第一個史實戰役是關於古希臘。最初的四個關卡（總共有八關）描述希臘的興起。故事的第一關是特洛伊戰爭及第一年的伯罗奔尼撒战争。不過亦有虛構內容。第二部份是關於亞歷山大大帝。第一個關卡是與希臘的衝突。
英國戰役為英格蘭和法國彼此為了在歐洲爭奪霸權而發生的戰鬥。前三個關卡為征服者威廉在亨利一世的幫助下而戰勝叛軍，以及1066年的黑斯廷斯戰役，接下來三個關卡是英法之間的百年戰爭。最後兩關則是威靈頓公爵和拿破崙之間的戰鬥。
德國戰役的前四關卡為第一次世界大戰，包括了紅男爵的任務。接下的三個關卡是納粹德國於第二次世界大戰期間在歐洲的擴張，最後在隆美爾的率領下，德國併吞了英國，並擊敗前來救援的美國第五艦隊。
在俄羅斯戰役中，遊戲開始於2018年，前兩個關卡玩家扮演異議人士葛里格·斯托楊維奇來掌控克里姆林宮的權力，並建立新俄羅斯。在第三關卡，葛里格任命他的機器人保鏢作繼承者，成為葛里格二世，在鎮壓叛亂之後死於心臟病。接下來兩個戰役則是對中國和美國的入侵，可是俄國將軍摩洛托夫了解到葛里格二世的瘋狂，遂和美國人茉莉聯手，建造時間機器回到2018年，以阻止葛里格。在最後一個戰役，摩洛托夫和茉莉殺死了葛里格，以及前來助陣的葛里格二世。
世紀爭霸資料片——征服的藝術，包括3場新戰役第一是羅馬戰役，關於羅馬共和國後期。第二個戰役是關於太平洋戰爭。最後是亞洲戰役，描述未來地球及外太空戰爭。

## 开发情况
《地球帝国黄金编辑器》在2003年5月6日发布，他包含了原作和续作，其手册中含有完整的科技树，快捷键设定以及官方攻略。

## 反应
地球帝国赢得了GameSpy的“2001年度最佳PC游戏”称号。IGN给他8.5分(10分制)，GameSpot给他7.9分(10分制)。Game Informer给他6.25分(10分制)。

## 其他版本
《地球帝国》也发布过用Java语言编写的手机版。由Vivendi公司负责开发。2005年10月14日由WonderPhone发行。游戏和文明帝國一样是回合制游戏。游戏包含四个纪元：石器时代、中世纪、现代、纳米时代。